# Caltanissetta
Caltanissetta är en stad och huvudort i kommunala konsortiet Caltanissetta, innan 2015 i provinsen Caltanissetta, i regionen Sicilien i Italien. Caltanissetta har 60 223 invånare (2009) och gränsar till kommunerna Canicattì, Delia, Enna, Marianopoli, Mazzarino, Mussomeli, Naro, Petralia Sottana, Pietraperzia, San Cataldo, Santa Caterina Villarmosa, Serradifalco och Sommatino.